# Mekar Rahayu
Mekar Rahayu is een bestuurslaag in het regentschap Lebak van de provincie Banten, Indonesië. Mekar Rahayu telt 1382 inwoners (volkstelling 2010).